# Miao
Miao eller hmong er de almindeligste navne på en stor folkegruppe i flere lande i Sydøstasien. I Folkerepublikken Kina, hvor de fleste af dem bor, kaldes de miao (苗族, pinyin: miáozú, i Vietnam mèo eller h'mông, Thailand แม้ว (maew) eller ม้ง (mong), og i Burma mun lu-myo.

## Miao i Kina
I Kina regnes de blandt de 55 officielt anerkendte minoritetsfolk.
I Kina holder de til i provinserne Guizhou, Hunan, Yunnan, Sichuan, Guangxi, Hainan, Guangdong og Hubei. Fra Kina var der for århundreder siden en udvandring mod syd, til Sydøstasien. Efter den kommunistiske magtovertagelse i Laos i 1975 flygtede store grupper hmong/mong til en række vestlige lande, særlig til USA, Frankrig og Australien.
De fleste miaofolk bor i Kina. Miaobefolkningen har ifølge officielle tal vokset:
- 1953: 2.510.000
- 1964: 2.780.000
- 1982: 5.030.000
- 1990: 7.390.000

3.600.000 af dem, dvs. halvdelen, boede i 1990 i Guizhou.
Det er også 2 milloner miaofolk udenfor Folkerepublikken Kina, især i Vietnam, Laos, Burma, Thailand, Taiwan, Cambodja og på andre kontinenter.

## Miao i Thailand
I Thailand er miao delt i to selvstændige folkeslag. Blå hmong og yao (mien). Blå hmong har en mørk, nærmest sort dragt med en flerfarvet bort rundt om halsen og ned foran. Yao har tilsvarende en dragt men med en rød tyk loden kant rund om halsen og ned foran.